# Amt Leer
Das Amt Leer war ein Amt, also ein Verwaltungs- und Gerichtsbezirk des Königreichs Hannover beziehungsweise der preußischen Provinz Hannover. Übergeordnete Verwaltungsinstanz war die Landdrostei Aurich. In Bezug auf die Rechtsprechung war das Amt Leer der Justizkanzlei Aurich nachgeordnet. 

## Geschichte
Das Amt wurde durch Verordnung vom 24. Juni 1817 aus dem früheren Amt Leerort mit den Amtsvogteien Nüttermoor und Ihrhove gebildet und 1836 um die bereits seit 1817 unter Gerichtsaufsicht des Amts Leer stehende Herrlichkeit Evenburg vergrößert. Ab 1867 bildete das Amt Leer mit den Ämtern Stickhausen und Weener sowie der amtsfreien Stadt Leer den (Steuer-)Kreis Leer. 
Nach der Revolution von 1848 wurde im Königreich Hannover die Rechtsprechung von der Verwaltung getrennt und die Patrimonialgerichtsbarkeit abgeschafft.
Die Rechtsprechung wurde daraufhin mit der Verordnung vom 7. August 1852 die Bildung der Amtsgerichte und unteren Verwaltungsbehörden betreffend dem neu geschaffenen Amtsgericht Leer übertragen.
1885 wurden das Amt Leer, das Amt Stickhausen und die amtsfreie Stadt Leer zum Kreis Leer zusammengeschlossen.

## Amtmänner
- 1817–1846: Friedrich Carl August Baumgarten, Oberamtmann
- 1846–1847: Georg Ludewig Giese, Amtmann
- 1847–1859: Anton Daniel Fastenau, Amtsassessor (auftragsweise)
- 1859–1860: Rudolph Schepler, Amtmann
- 1860–1867: Georg Friedrich Wilhelm Baring, Amtmann
- 1868–1879: Rudolph Schepler, Amtmann, Kreishauptmann
- 1879–1885: Theodor Meyer, Amtmann, Kreishauptmann (1885–1890 Landrat des Kreises Leer)